# 500 Park Avenue
500 Park Avenue es un edificio de oficinas y condominios en la esquina suroeste de Park Avenue y 59th Street en el Midtown Manhattan de Nueva York (Estados Unidos), compuesto por el Pepsi-Cola Building de 11 pisos y el 500 Park Tower de 40 pisos. El Pepsi-Cola Building original a lo largo de Park Avenue fue construido de 1958 a 1960 y diseñado por Gordon Bunshaft y Natalie de Blois de Skidmore, Owings y Merrill (SOM). La torre a lo largo de la calle 59 fue construida entre 1981 y 1984 según los diseños de James Stewart Polshek & Partners.
El antiguo Pepsi-Cola Building fue diseñado en estilo internacional con un muro cortina de vidrio y aluminio. Los pisos del segundo al décimo sobresalen ligeramente de una plaza a nivel del suelo, mientras que el undécimo piso contenía un ático de la empresa. En el interior, el vestíbulo del edificio original se utilizó inicialmente como espacio de exposición, mientras que los pisos superiores contenían oficinas. 500 Park Tower tiene una fachada de granito negro térmico, así como vidrio y aluminio. Dentro de 500 Park Tower, los primeros once pisos tienen espacio para oficinas que se extiende hacia el edificio original, mientras que los pisos superiores tienen 56 condominios residenciales.
La estructura original fue la sede de Pepsi-Cola Company desde su construcción hasta 1967 y fue inicialmente propiedad de John Hancock Mutual Insurance Company. Luego sirvió como sede de Olivetti hasta 1978, cuando fue revendido sucesivamente a Peter Kalikow, Securities Groups y luego a Equitable Life Assurance Society. El edificio original fue ocupado por Amsterdam and Rotterdam Bank (más tarde ABN AMRO) a partir de 1982, y 500 Park Tower se desarrolló simultáneamente hacia el oeste. En 1995, la Comisión de Preservación de Monumentos Históricos de Nueva York designó el Pepsi-Cola Building como un lugar emblemático de la ciudad. Otras compañías como The Walt Disney Company tomaron espacio en el edificio durante los años 1990 y principios del siglo XXI.

## Sitio
500 Park Avenue está en la esquina suroeste de Park Avenue y 59th Street en el vecindario Midtown Manhattan de la ciudad de Nueva York. Está compuesto por dos lotes de terreno. El terreno rectangular debajo del edificio original, en la esquina de la calle propiamente dicha, tiene un frente de 30,5 m en Park Avenue hacia el este y 38,1 m en la calle 59 hacia el norte. El lote rectangular adyacente al oeste tiene un frente de 23 m en la calle 59 y una profundidad de 30 m. 500 Park Avenue está cerca del Fuller Building y del Four Seasons Hotel New York al suroeste; 59E59 Theatres y Trump Park Avenue al norte; 499 Park Avenue al este; y la Torre Ritz al sureste.
Durante los años 1880, el área circundante de Park Avenue había estado en su mayor parte sin urbanizar, pero en los años 1900, el sitio contenía residencias de seis a ocho pisos, así como un edificio de la Junta de Educación de la Ciudad de Nueva York de nueve pisos en la dirección 500 Avenida del Parque. A fines del siglo XIX, la línea de ferrocarril de Park Avenue corría a cielo abierto en el medio de Park Avenue. La línea se cubrió con la construcción de Grand Central Terminal a principios del siglo XX, lo que estimuló el desarrollo en el área circundante, Terminal City. El tramo adyacente de Park Avenue se convirtió en un vecindario adinerado con apartamentos de lujo. El edificio de la Junta de Educación, diseñado por Napoleón LeBrun, fue ocupado por su homónimo desde principios de los años 1890 hasta 1940. Posteriormente, fue utilizado por diversas funciones gubernamentales, como el Reclutamiento de Defensa Civil, la Junta de Jóvenes y el Comité de Recepción del Alcalde.
Muchas de las estructuras residenciales en Park Avenue fueron reemplazadas por rascacielos de estilo internacional en gran parte comerciales durante las décadas de 1950 y 1960. Estas estructuras incluyeron 270 Park Avenue, Lever House, 425 Park Avenue y el Seagram Building, todos los cuales fueron construidos varias cuadras al sur del sitio de Pepsi-Cola.

## Diseño

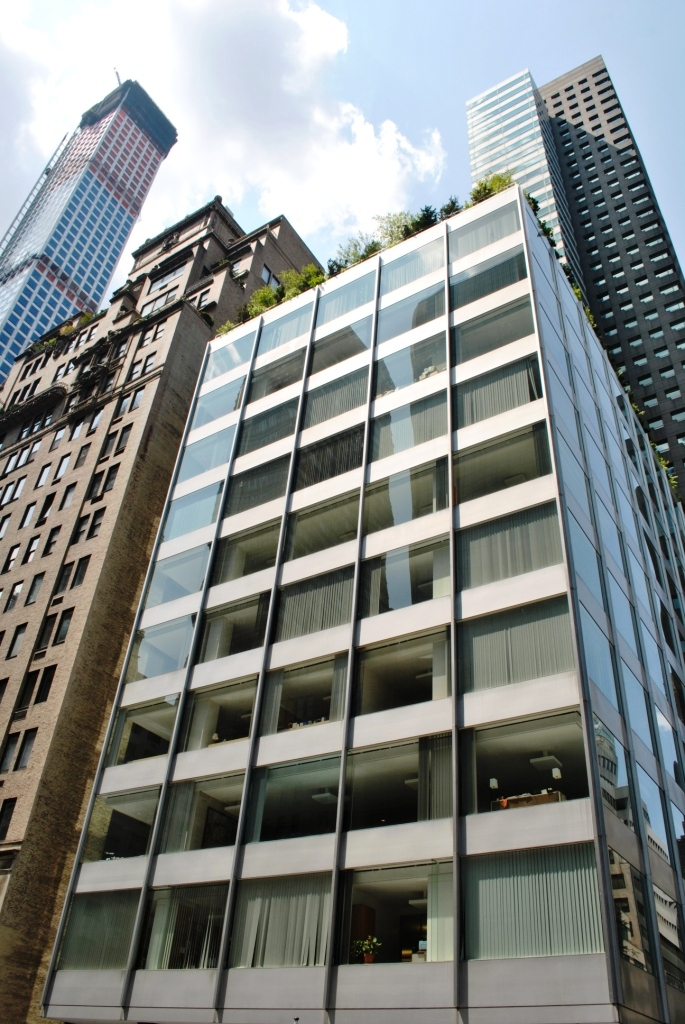
Edificio original

La estructura original de 11 pisos en la esquina de Park Avenue y 59th Street fue diseñada por Gordon Bunshaft y Natalie de Blois de Skidmore, Owings y Merrill (SOM), con de Blois como diseñador principal. La estructura original fue construida como la sede de Pepsi-Cola Company y anteriormente se conocía como Pepsi-Cola Building, Edificio Olivetti y Edificio ABM-Amro Bank. 500 Park Tower a lo largo de 59th Street fue diseñado por Ennead Architects (entonces conocido como James Stewart Polshek & Partners). La torre mide 142 m de alto y alternativamente se describe como que tiene 40 pisos o 41 pisos.

### Edificio original
El edificio original tiene once pisos de altura y se mantiene en gran parte en su configuración original, con una fachada diseñada como un muro cortina de vidrio. Pepsi tenía requisitos de oficinas pequeñas, similares a los inquilinos de Lever House y Manufacturers Trust Company Building, ambos diseñados previamente por SOM. La base se coloca varios pies detrás de los pisos superiores para dar la impresión de que los pisos de oficinas eran una torre. Según de Blois, a ella se le ocurrió el concepto del Pepsi-Cola Building como una caja de vidrio, mientras que Bunshaft se encargó de organizar las columnas estructurales para crear este efecto. Fue diseñado bajo la Ley de Zonificación de 1916 y construido justo antes de que se cambiaran las regulaciones de zonificación. En la práctica, el edificio original fue diseñado como una "base sin torre", como lo describió el escritor de arquitectura Robert A. M. Stern.
La estructura original está rodeada por una plaza con pavimento de granito, que llega a la acera tanto en Park Avenue como en 59th Street. La plaza está al nivel de la acera en Park Avenue y está cuatro escalones más alta que el extremo occidental del sitio en la calle 59, lo que da la impresión de que la plaza es un podio. El pavimento de la plaza data de los años 1980 cuando se construyó 500 Park Tower. El extremo este de la plaza tiene un cubo de acero inoxidable. En el extremo occidental de la plaza hay un asta de bandera sobre un mamparo de granito, así como un dosel de metal que se extiende hasta la acera de la calle 59.

#### Fachada

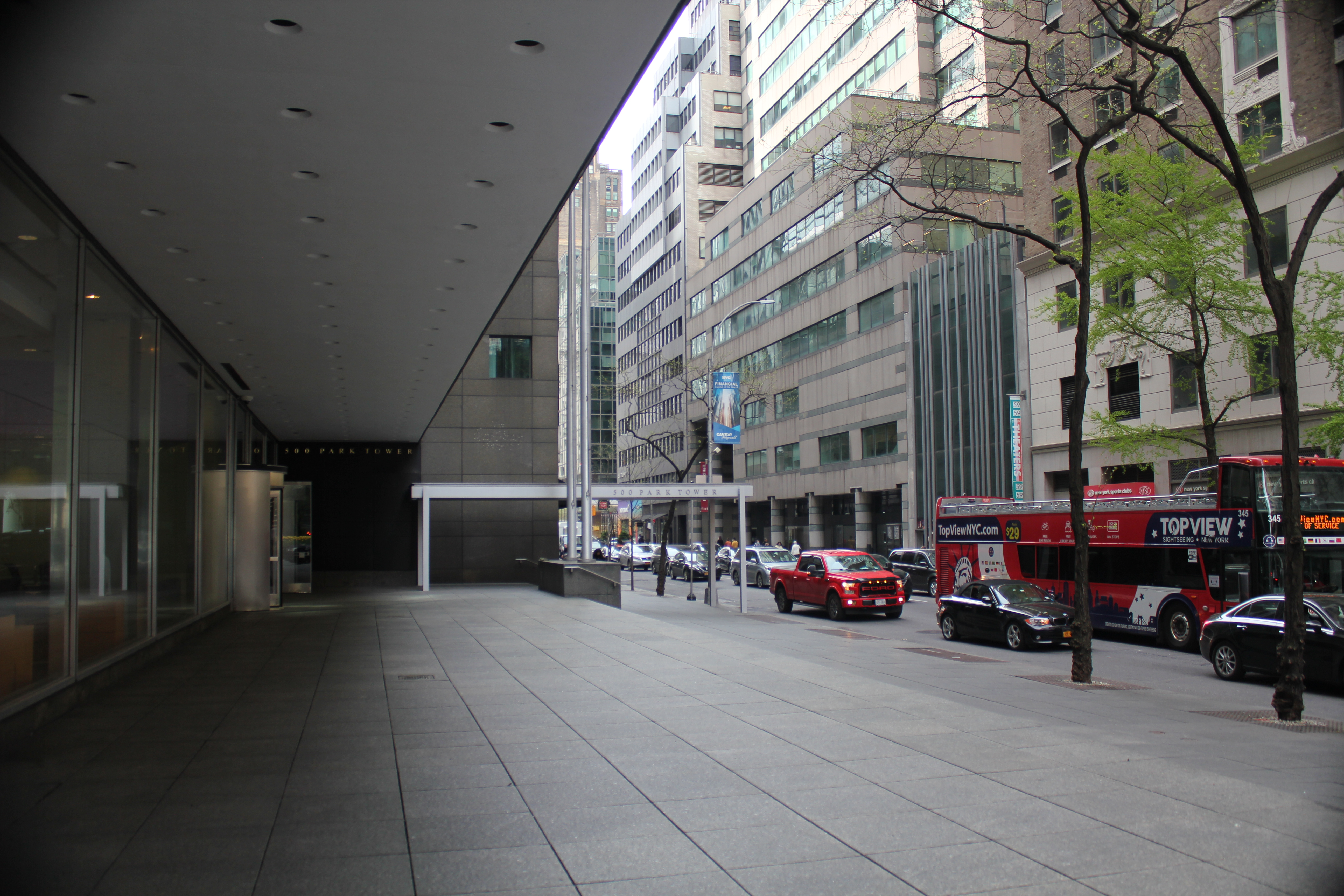
Sección en voladizo sobre el vestíbulo

La planta baja está empotrada a 4,3 m de Park Avenue y 10,4 m de la calle 59, mientras que del segundo al décimo piso están empotrados 6,1 m de la calle 59. La pared de la planta baja consta de ventanas de vidrio de casi altura completa dentro de marcos de acero inoxidable, que se colocan sobre un alféizar de granito. Varias puertas giratorias se encuentran dentro de estas ventanas tanto en Park Avenue como en 59th Street. Como se diseñó originalmente, las puertas giratorias estaban iluminadas. Cinco grupos de dos columnas de hormigón armado en voladizo del segundo al décimo piso sobre el vestíbulo y parte de la plaza circundante.
Los pisos del segundo al décimo se componen de una fachada de muro cortina. Hay cinco tramos verticales de ventanas a lo largo de la fachada de Park Avenue y nueve tramos a lo largo de la fachada de 59th Street. Los paneles generalmente miden alrededor de 1,27 cm de grosor, 2,7 m de altura y 4 m de ancho. Estos paneles de vidrio tenían las dimensiones más grandes disponibles cuando se construyó el Pepsi-Cola Building. Eran tan grandes que tuvieron que almacenarse dentro de los diferentes pisos del edificio antes de la instalación. Se colocaron tiras de neopreno alrededor de los perímetros de cada panel de ventana, que luego se cubrió en su lugar con masilla. Los parteluces verticales de aluminio sobresalen de entre cada bahía y sirven como rieles de guía para el equipo de lavado de ventanas. Las enjutas horizontales de aluminio anodizado entre cada piso miden 4 m de ancho y 0,6 cm de espesor. Por la noche, el muro cortina parecía estar iluminado por el esquema de iluminación interior.
El extremo sur de la fachada a lo largo de Park Avenue consiste en una pared de granito empotrada a 4,6 m de Park Avenue. La losa de granito tiene una entrada de servicio a nivel del suelo. Sobre el décimo piso hay una balaustrada con pasamanos de tubería. El techo del décimo piso tiene una azotea. El ático ejecutivo del piso 11 está empotrado desde la terraza a la misma distancia que la planta baja. El ático está coronado por una barandilla y una estructura mecánica; hay una torre de agua encima de la estructura mecánica. El ático contenía las oficinas de la actriz Joan Crawford, la viuda del presidente de Pepsi, Alfred Steele, quien había encargado el edificio pero murió antes de que estuviera terminado.

#### Interior
El edificio tiene 9585 m² de espacio. El techo del voladizo fuera del vestíbulo tiene un plafón que se extiende hasta el techo del vestíbulo. El interior del vestíbulo estaba vacío, aparte de las columnas que sostenían los pisos superiores. El vestíbulo se mantuvo como espacio para exposiciones. Cuando Amsterdam-Rotterdam Bank (Amro) se trasladó al sótano y al tercer piso en 1982, el vestíbulo fue rediseñado. Una pared estaba revestida con mármol blanco y franjas rojas; otra pared tenía tela negra y franjas rojas; y una escalera en voladizo en el medio del vestíbulo conducía al segundo piso. Se crearon espacios comerciales adicionales subdividiendo el vestíbulo. Se creó un vestíbulo de oficinas en el extremo oeste de la planta baja, que conduce a cuatro ascensores en el extremo sur de 500 Park Tower. Desde este vestíbulo se puede acceder a una sala de proyección de 55 asientos.
Los pisos del segundo al décimo contenían oficinas divididas en un plan modular de 3 por 3 m. Las oficinas fueron diseñadas en "blanco beige sobrio con acentos de líneas negras", como lo describe Architectural Forum. Las placas de techo luminosas, alrededor del perímetro de cada piso, proporcionaron iluminación para todos los espacios interiores. Las persianas de las ventanas estaban hechas de tela y se describieron en los relatos contemporáneos como parte del diseño interior, con su parecido con los parteluces. muebles también se diseñaron específicamente para las oficinas de Pepsi. Originalmente, el espacio interior era flexible, sin obstrucciones más que las columnas estructurales. Los cubículos se instalaron durante una renovación de 1980, con las paredes del cubículo alineadas con los tramos exteriores, y los techos luminosos originales fueron reemplazados por techos de yeso que contenían accesorios de iluminación. También se instalaron una escalera y una sala con mamparas de vidrio en los pisos 10 y 11.
Los servicios públicos y los espacios mecánicos están ubicados en la pared sur de cada piso, con un juego de baños para hombres y mujeres por piso, así como cámaras de aire. También hay dos escaleras de incendios, una cerca de las esquinas suroeste y sureste de la estructura, y tres ascensores, todos cerca de la esquina suroeste.

### 500 Park Tower

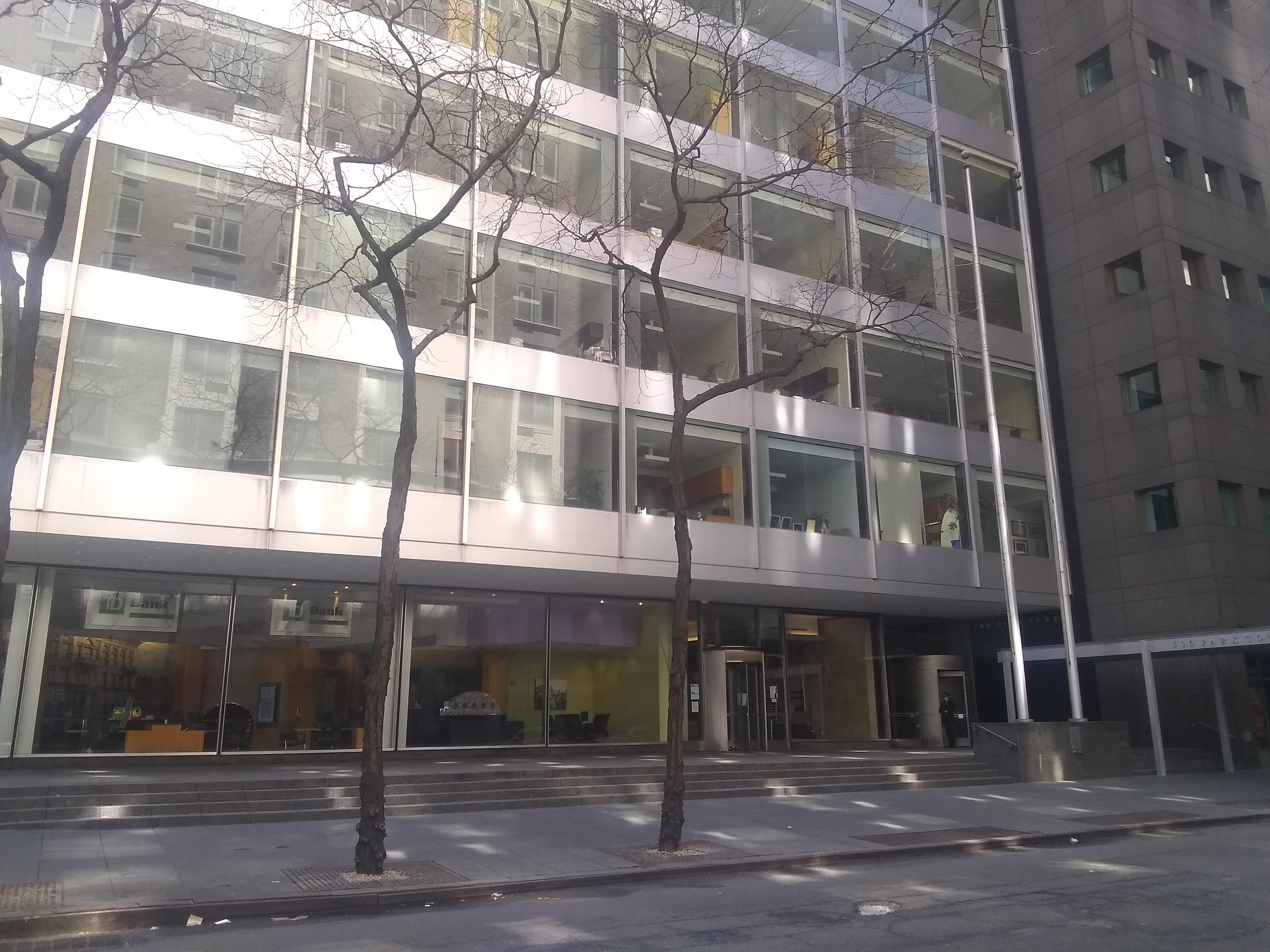
Plaza pública en la calle 59 fuera del edificio

500 Park Tower fue diseñado como una oficina de uso mixto y una estructura residencial. Su exterior combina una fachada de revestimiento de granito gris verdoso con revestimiento térmico, así como segmentos de muros cortina de vidrio y aluminio que se asemejan al exterior del edificio original. En la fachada este, 25 de los pisos superiores se encuentran en voladizo de aproximadamente 7,6 m sobre el edificio original. 500 Park Tower usa los derechos aéreos del edificio original para pasar por voladizo sobre esa estructura. Según el escritor de arquitectura Robert A. M. Stern, el diseño exterior puede haber sido influenciado por el PSFS Building en Filadelfia.
Las fachadas oeste y sur tienen un revestimiento de vidrio y aluminio con parteluces más delgados que no sobresalen de la fachada. Por el contrario, las fachadas norte y este tienen en gran parte revestimientos de granito. En las esquinas de las fachadas de vidrio y aluminio, hay juntas de aluminio anodizado negro para que las ventanas parezcan envolver el edificio. Las fachadas de granito tienen ventanas perforadas empotradas 0,3 m de profundidad. La parte occidental de la fachada norte tiene un mirador ligeramente saliente del segundo al décimo piso, con la piel de vidrio y aluminio; el diseño tenía la intención de enfatizar cómo la torre era una extensión del edificio original. El voladizo del lado este está revestido con vidrio y aluminio. El piso 12 de 500 Park Tower está diseñado como una "historia de transición" con ventanas más grandes que el resto de la torre. Las ventanas de la fachada de granito debajo de este piso son cuadradas, mientras que las ventanas sobre este piso tienen pequeñas "muescas" asimétricas en una esquina para significar una transición entre los usos de oficinas y residenciales.
El vestíbulo residencial de 500 Park Tower se encuentra a través de una entrada anodina en la calle 59. En el interior hay un pequeño vestíbulo con superficies de mármol rosa y franjas de granito gris. Los 11 pisos más bajos son espacio para oficinas, una disposición similar a la estructura original. Los pisos 12 al 40 están organizados como 56 condominios, que varían de 100 a 367 m² en el área. Los condominios del piso 12 al 18 están diseñados como pieds-à-terre, con tres por piso. En los pisos más altos, hay dos departamentos por piso, uno cada uno orientado al norte y al sur. Estos apartamentos del piso superior contenían lujosas habitaciones y ventanas expuestas para evocar las proporciones de los apartamentos de Park Avenue a principios del siglo XX. Los dos áticos dúplex en los pisos 39 y 40 se construyeron con características como chimeneas, galerías, bibliotecas privadas, baños, galerías de entrada y techos de nueve pies.

## Historia
La Compañía Pepsi-Cola se creó en 1902 para vender refrescos Pepsi. A principios del siglo XX, para competir con su rival Coca-Cola Company, Pepsi promocionó su producto como una alternativa barata a Coca-Cola. La táctica de publicitar los productos de Pepsi como productos inferiores tuvo éxito durante la Gran Depresión, pero condujo a una disminución de las ganancias cuando los estadounidenses deseaban celebrar su éxito después de la Segunda Guerra Mundial. Para revertir la disminución de las ganancias, Pepsi contrató a Alfred Steele como presidente en 1950, y las ventas y los beneficios por acción aumentaron dramáticamente en cinco años. A fines de los años 1950, las ganancias de Pepsi-Cola se habían multiplicado varias veces. La empresa decidió mudarse a Park Avenue debido a la presencia de otras sedes corporativas allí.

### Desarrollo

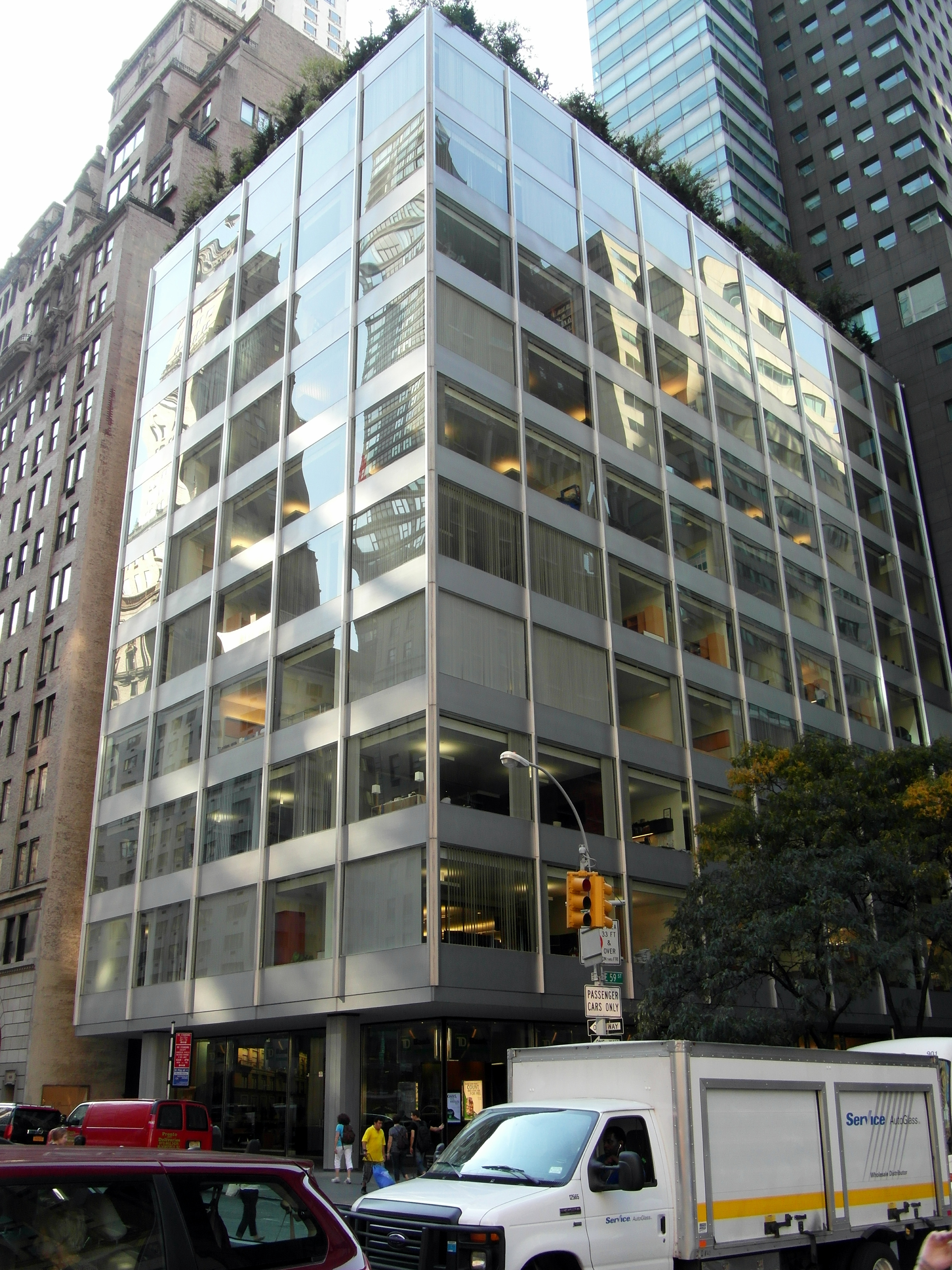
Visto desde la mediana de Park Avenue

En los años 1950, el terreno bajo el edificio de la Junta de Educación estaba sujeto a altas evaluaciones de impuestos, lo que llevó a la Asociación de la Quinta Avenida a recomendar en 1955 que el gobierno de la ciudad vendiera la estructura. La ciudad desalojó el edificio en enero de 1956 y lo puso a subasta en mayo. Pepsi pagó 2 millones de dólares por el edificio de la Junta de Educación un mes después. Esto se describió en ese momento como la venta más grande jamás realizada de una estructura propiedad del gobierno de la ciudad de Nueva York. La venta fue controvertida porque el presidente de la Comisión de Planificación de la Ciudad de Nueva York era, en ese momento, también director de Pepsi-Cola. SOM presentó planes para una nueva sede de Pepsi en el sitio en enero de 1958.
El trabajo en el Pepsi-Cola Building comenzó en agosto de 1958, y el edificio se vendió a John Hancock Mutual Insurance Company algún tiempo después. Después de la muerte de Steele en 1959, Donald M. Kendall se convirtió en presidente de Pepsi y supervisó el resto de la construcción. Robert W. Cutler de SOM fue el socio a cargo de la construcción y Albert Kennerly fue el gerente del proyecto. El trabajo también involucró al ingeniero estructural Severud-Elstad-Krucger Associates, al ingeniero mecánico y eléctrico Slocum & Fuller, al ingeniero acústico Bolt Beranek & Newman y al contratista general George A. Fuller Company. El desarrollo del edificio original fue supervisado por Herbert D. Warrington. La construcción costó 7,8 millones.

### Pepsi y Olivetti
Pepsi dedicó 500 Park Avenue el 1 de febrero de 1960. Lynda Lee Mead, quien había sido coronada como Miss América 1960, realizó el corte de cinta oficial del edificio, mientras dos mil trabajadores de Pepsi en el Waldorf Astoria de Nueva York vieron el evento por televisión. Al principio, Pepsi iba a utilizar los siete pisos superiores e iba a alquilar los tres inferiores. Pepsi contrató a Douglas Elliman como agente de alquiler exclusivo para los pisos de alquiler. Una de estas historias fue alquilada a la empresa de muebles Macey-Fowler Inc. en noviembre de 1960. En los primeros seis años del edificio, el espacio de exhibición del vestíbulo se utilizó para eventos como una exhibición de arte francés, una exhibición de armas de fuego, una serie de fotografías de la historia del Carnegie Hall y una exhibición de preservación histórica en los Estados Unidos. A mediados de los años 1960, Pepsi estaba considerando mudarse a los suburbios. John Lindsay, el alcalde de Nueva York, inició una campaña privada en septiembre de 1966 para convencer a Pepsi de que permaneciera en la ciudad. Sin embargo, en febrero de 1967, Pepsi anunció que se mudaría a 43,5 ha en el Blind Brook Polo Club en Purchase, dentro del condado suburbano de Westchester. El sitio de compras estaba cerca de la casa de Kendall en Greenwich, Connecticut.
Cuando Pepsi anunció planes para pasar a Purchase, estaba negociando vender el edificio a Olivetti Sp A., la empresa italiana que fabricaba máquinas de escribir Olivetti. En ese momento, Olivetti estaba comenzando a fabricar una variedad de productos mecánicos como fotocopiadoras, terminales bancarias y máquinas de escribir electrónicas. A fines de 1967, Olivetti planeaba mudarse al Pepsi-Cola Building, pero estaba esperando que Pepsi lo desocupara. Pepsi se había trasladado completamente a Purchase en 1970. Después de que Olivetti se mudó a 500 Park Avenue, la estructura se conoció como el Edificio Olivetti. Durante esta era, el vestíbulo continuó albergando exposiciones, como una muestra de obras de arte italianas del siglo XX. Para 1978, Olivetti estaba casi en bancarrota y sus ejecutivos decidieron mudarse. Las finanzas de la empresa solo mejoraron el año siguiente.
El edificio Olivetti era propiedad de un sindicato dirigido por Peter Kalikow, que también había adquirido el Nassau Hotel de ocho pisos inmediatamente al oeste en la calle 59. El sindicato Kalikow contrató a Eli Attia para estudiar los planes de remodelación de los sitios. La entonces nueva firma de Kohn Pedersen Fox ideó catorce propuestas para incorporar la estructura como la base de un rascacielos en el sitio del Hotel Nassau. En ese momento, el sitio de 500 Park Avenue era uno de los principales candidatos para la reurbanización ya que tenía un gran volumen de derechos de urbanización no utilizados. El edificio aún no podía estar protegido por la Comisión de Preservación de Monumentos Históricos de la Ciudad de Nueva York (LPC, por sus siglas en inglés), cuyas reglas especificaban que los monumentos históricos individuales de la ciudad de Nueva York tenían al menos 30 años de antigüedad en el momento de su designación.

### Amro y expansión

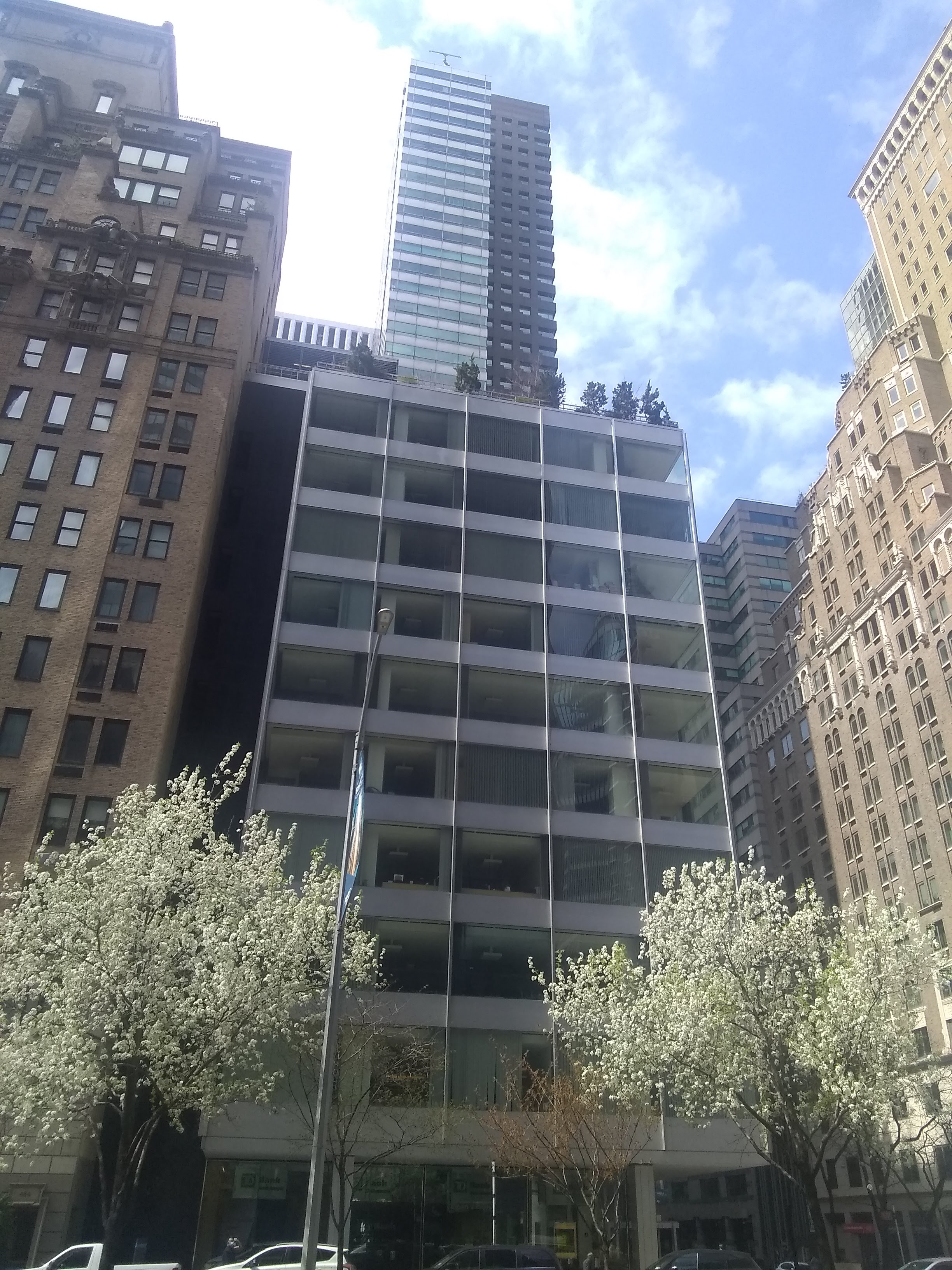
Estructura original de Park Avenue; la 500 Park Tower está al fondo

En 1979, los intereses de Kalikow revendieron las estructuras a Securities Groups, liderados por los hermanos Charles y Randall Atkins, cuya compañía 500 Park Avenue Associates pagó más de 40 millones de dólares. Ese año, los Atkins contrataron a James Stewart Polshek & Partners para remodelar los pisos 10 y 11 para las oficinas de su empresa. Poco después, decidieron remodelar el sitio del Hotel Nassau conservando la estructura original; los hermanos calcularon que sería necesario construir 23 300 m² para rentabilizar el desarrollo. Posteriormente, se contrató a Polshek & Partners para diseñar una adición. Al año siguiente, Amsterdam and Rotterdam Bank arrendó todo el espacio desde el sótano hasta el séptimo piso, excepto parte de la planta baja. En preparación para la reubicación del banco en el edificio, se renovó parte del espacio y se limpió la fachada.
En 1981, Equitable Life Assurance Society compró 500 Park Avenue y el sitio del Hotel Nassau a 500 Park Avenue Associates. Al mismo tiempo, Polshek & Partners propuso un anexo de 6800 m² para el edificio original, así como una torre residencial con 100 condominios, que se colocará en voladizo sobre la torre existente. El desarrollo también fue retrasado por la Comisión de Planificación de la Ciudad de Nueva York (CPC), que estaba estudiando un posible cambio de zonificación para Midtown Manhattan. En ese momento, las reglas de zonificación permitían estructuras con una proporción de área de piso (FAR) de 18; las FAR dictaban la proporción de la superficie de los edificios en relación con el tamaño de sus terrenos. La torre propuesta tendría un FAR de 16.78, pero el CPC quería reducir el FAR máximo para el área a 15. Amro abrió una sucursal bancaria en el sótano y del primer al tercer piso en junio de 1982. 500 Park Avenue luego se convirtió en el Amro Bank Building; Amro posteriormente se fusionó con Algemene Bank Nederland (ABN) y se convirtió en ABN AMRO.
Las ventas en 500 Park Tower se lanzaron en febrero de 1983 con anuncios en las ciudades europeas de St. Moritz, Monte Carlo y Frankfurt. Trump Corporation fue contratado como consultor de ventas, mientras que Sotheby's International Realty fue el agente de ventas. Equitable promovió los apartamentos de 500 Park Tower como los más caros de la ciudad, pero la afirmación fue cuestionada por el director de Trump Corporation, Donald Trump, quien simultáneamente estaba desarrollando la Trump Tower a cinco cuadras de distancia. No se esperaba que las unidades residenciales de 500 Park Tower estuvieran listas hasta enero de 1984, pero una semana después del lanzamiento de las ventas, los inquilinos ya tenían un contrato para ocho apartamentos. En mayo de 1983, se habían hecho depósitos para treinta y nueve de las unidades, y un inversionista extranjero había contratado la compra de ambas unidades ático dúplex por 9,5 millones de dólares.

### Uso posterior
Los críticos percibieron en gran medida 500 Park Tower como un desarrollo exitoso cuando se completó en 1984. Entre los residentes del edificio se encontraba el urbanizador Larry Silverstein, quien vivió allí con su familia durante 33 años después de su apertura. Los inquilinos de oficinas a fines del siglo XXI incluyeron a Gollust, Tierney & Oliver, que en 1990 administraba, según se informa, 900 millones de dólares en fondos de su oficina en el quinto piso. A mediados de los años 1990, el espacio de oficinas no ocupado por ABN Amro fue ocupado por The Walt Disney Company, que tenía sus oficinas en la ciudad de Nueva York allí.
La LPC organizó audiencias públicas en 1993 para determinar si designar el Pepsi-Cola Building original como un hito de la ciudad. La estructura original, excluyendo la adición de 500 Park Tower, fue designada como un hito de la ciudad el 20 de junio de 1995. La presidenta de la comisión, Jennifer Raab, dijo en ese momento que había "un creciente interés en la arquitectura moderna de posguerra". Equitable había decidido en 1996 que quería escindir su división Equitable Real Estate. A finales de ese año, Equitable llegó a un acuerdo para vender 500 Park Avenue y las demás estructuras de la empresa a Lend Lease Corporation.
A principios del siglo XXI, los inquilinos de las oficinas incluían los fondos de cobertura Caxton Associates y Magnetar Capital, la firma de administración de inversiones Mentor Partners, el asesor de inversiones Solar Capital Partners y el fondo de capital privado Public Pension Capital. SOM renovó el interior del edificio original en 2016. A 2021, el edificio original y la adición de la torre eran de propiedad separada, con PPF Off 500 Park Avenue LLC como propietario de la estructura original y Axa Equitable como propietario de la torre.

## Recepción de la crítica

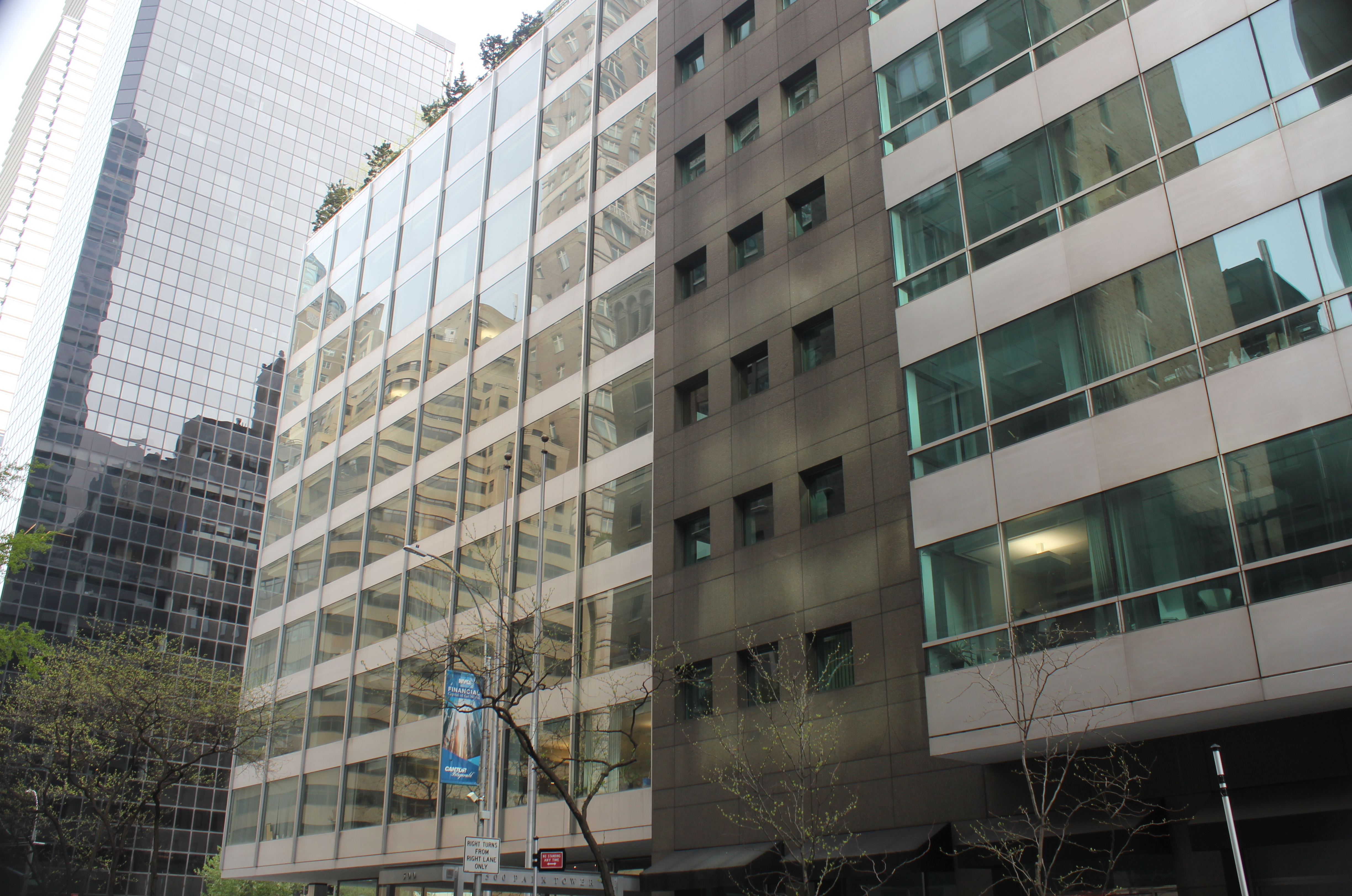
Vista a lo largo de la calle 59, mirando al este hacia la estructura original, con la adición de la torre a la derecha

Tras su inauguración en 1960, el público en general percibió el Pepsi-Cola Building como uno de los "diseños más bonitos" de Skidmore, Owings and Merrill, según The New York Times. La revista Architectural Design dijo que el exterior relativamente sencillo permitió que el edificio "se destacara y se mantuviera completamente propio", mientras que Architectural Forum lo caracterizó como "el paquete corporativo más nuevo, más pequeño y posiblemente el más elegante de Nueva York". Architectural Forum incluyó el Pepsi-Cola Building y el TWA Flight Center como parte de una exposición de 1962 de diez de los "edificios modernos más importantes del mundo".
Varios años después de su finalización, John Jacobus caracterizó el edificio como "el más sobrio y perfecto de todos los edificios comerciales". Ada Louise Huxtable de The New York Times caracterizó el edificio como "una especie de capilla Pazzi de diseño corporativo" en un artículo de 1981. A finales del siglo XX, el Pepsi-Cola Building original siguió siendo elogiado. Robert A. M. Stern calificó la estructura original como "ambigua en su urbanismo pero bastante distinguida en su estética". Tras la muerte de Bunshaft en 1990, The New York Times escribió que sus diseños de losas de vidrio como Lever House y Pepsi-Cola Building "recibieron elogios casi unánimes de los críticos". El Coca-Cola Building fue uno de los diez diseños de Skidmore, Owings and Merrill descritos en la Whitney Guide to 20th Century American Architecture de 1992, una lista de 200 diseños principales en los Estados Unidos durante el siglo XX. La edición de 2010 de la Guía AIA de la ciudad de Nueva York describió el edificio como "elegancia discreta que se inclinaba a la escala de sus vecinos de Park Avenue". 
Cuando se construyó 500 Park Tower, se elogió por armonizar con el diseño de la estructura original. Huxtable consideró que los planes eran "uno de los trabajos de 'calzador' más hábiles" para una adición a un edificio en la ciudad de Nueva York, mucho mejor que el Palace Hotel o Park Avenue Plaza varias cuadras al sur. Architectural Record caracterizó los planos en 1983 como "simpáticos y reticentes en estilo, si no en escala". En la misma revista del año siguiente, Carter Wiseman dijo: "Este edificio maneja el ingenioso truco de ser auténticamente nuevo mientras se ve como si hubiera estado allí todo el tiempo, o debería haberlo estado". También en 1984, Paul Goldberger escribió que pensaba que el diseño fue un gran éxito, y que el "único defecto importante" era el granito oscuro en la base. Dos años después de que se completó 500 Park Tower, el escritor de arquitectura Cervin Robinson dijo que "la expansión del espacio original se ha manejado con gracia y tacto", describiendo el diseño de Polshek & Partners como un "placer especial".
La estructura original recibió varios premios de arquitectura. La Municipal Art Society honró al 500 Park Avenue como el "edificio del año" de 1960, mientras que el City Club de Nueva York le otorgó su "Primer Premio de Honor" de 1964 al mejor edificio construido con fondos privados en la ciudad desde 1960. Por su diseño de 500 Park Tower, Polshek & Partners recibió un Premio de Honor del American Institute of Architects en 1986, así como el Premio de Arquitectura Tucker del Building Stone Institute en 1987.